# Sociedad Internacional Gutenberg
La Sociedad Internacional Gutenberg o Internationale Gutenberg-Gesellschaft, en la ciudad de Maguncia, es una asociación internacional para el estudio de la historia y el desarrollo de la tecnología de la imprenta, tipografía, y medios de comunicación escritos. Según sus estatutos también tiene como objetivo la promoción del Museo Gutenberg.

## Historia
La asociación fue fundada en 1900. Su creación proviene de un grupo de ciudadanos de Maguncia que, con motivo de los festejos por el 500 cumpleaños de Johannes Gutenberg, decidieron crear el Museo Gutenberg.

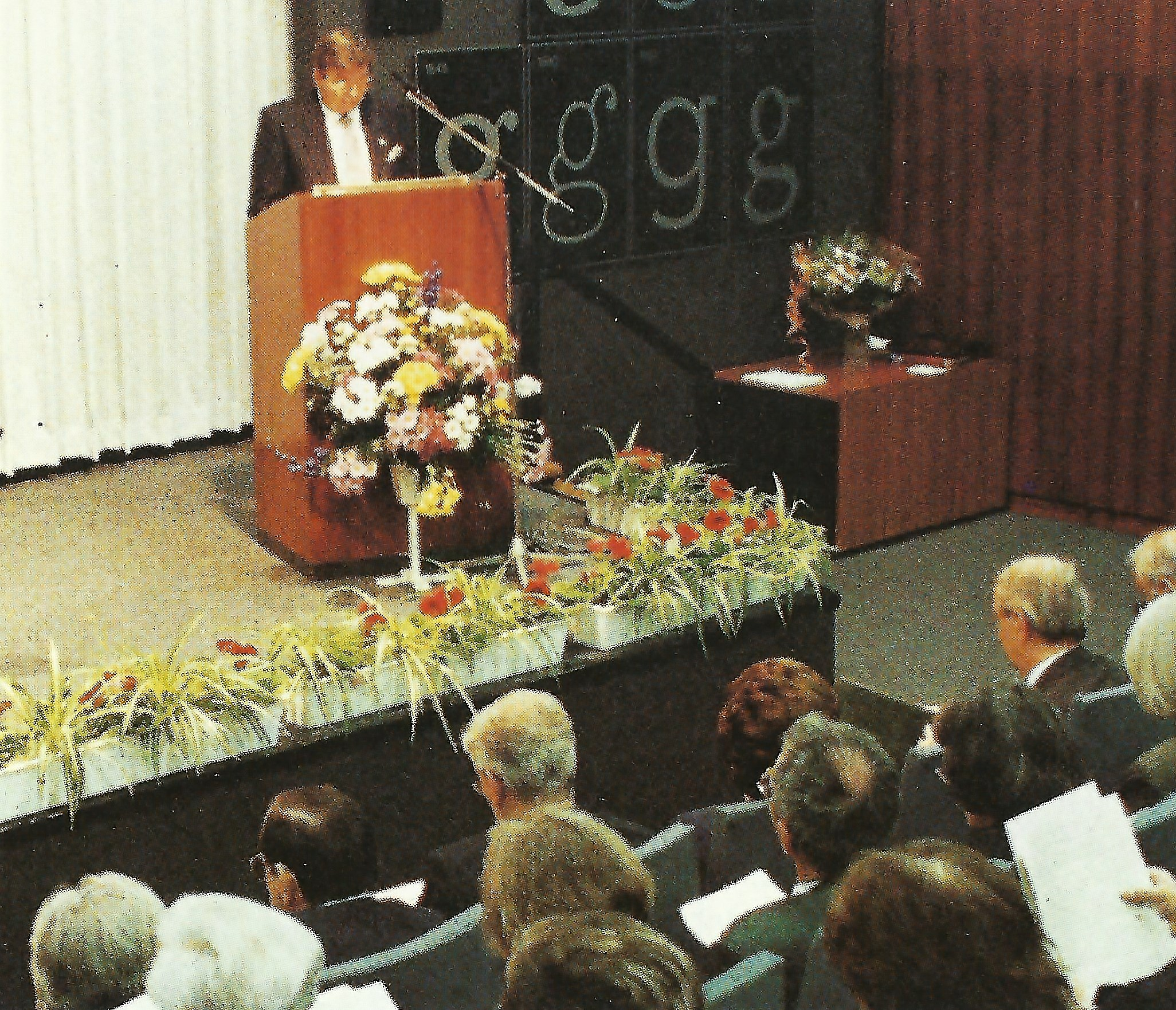
Reunión de la Sociedad Internacional Gutenberg el día de san Juan.

El 26 de junio de 1901 el Museo Gutenberg abrió sus puertas, y la Sociedad Internacional Gutenberg se reunió por primera vez y creó sus estatutos . El 20 de julio de 1901 fue elegida la primera junta. El alcalde de Maguncia, el Dr. Heinrich Gassner, fue el primer presidente, y el Gran Duque de Hesse, Ernst Ludwig, se hizo cargo de su Patronato. Tras la positiva captación de socios, la asociación consiguió 613 miembros, y el 24 de junio de 1902 celebró su primera asamblea. Durante su primera época, el museo y la asociación estuvieron estrechamente vinculados a los locales y al personal de la biblioteca de la ciudad. Durante los años de la Primera Guerra Mundial, a causa de la disminución de socios y ausencia de donaciones y subvenciones, la asociación estuvo a punto de  desaparecer. Gracias a un préstamo de la ciudad de Maguncia y al trabajo del director del Museo Gutenberg, el profesor Aloys Ruppel, la asociación pudo continuar y llegar a celebrar su 25 aniversario con la publicación de un libro conmemorativo.

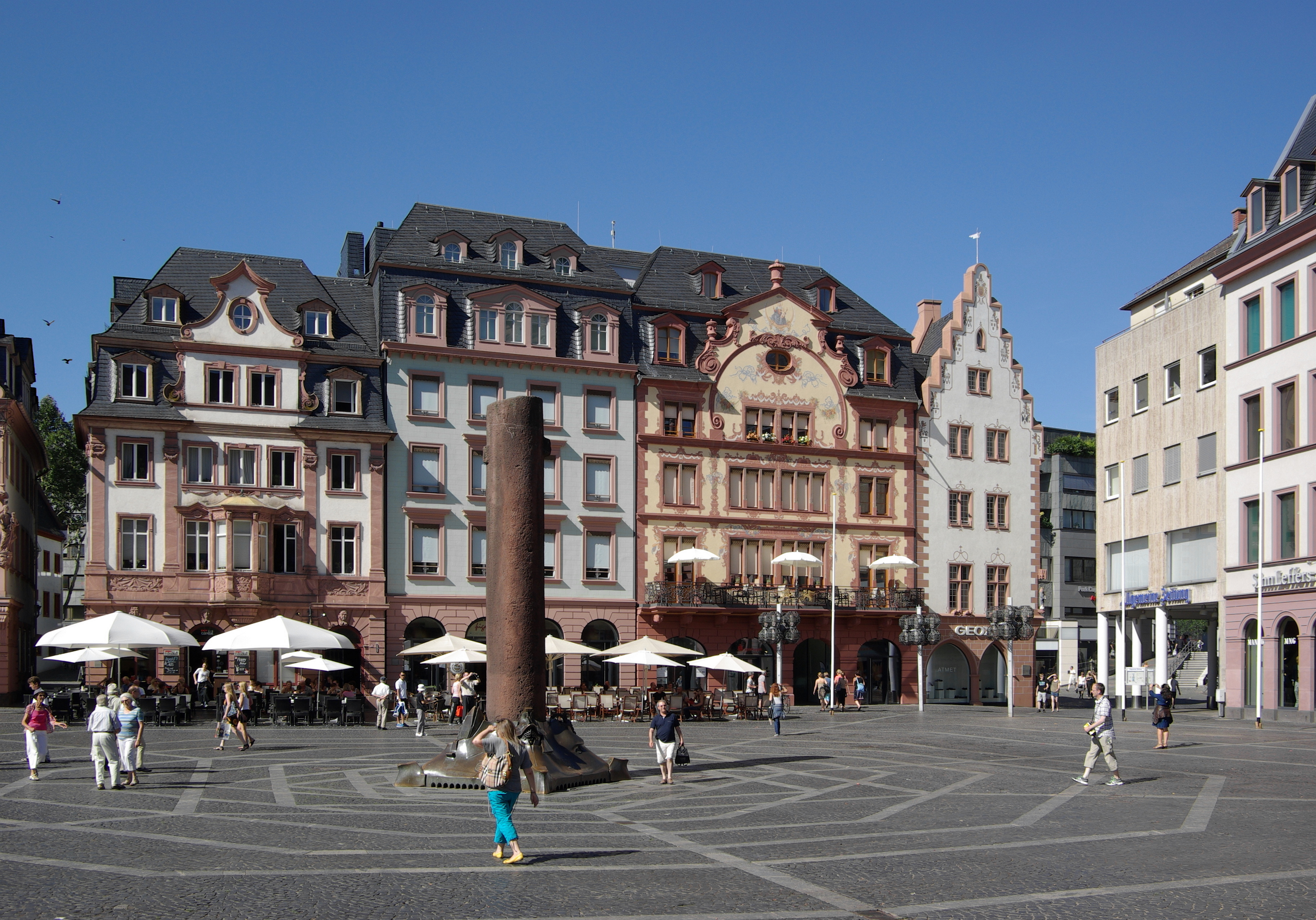
Plaza del mercado. Maguncia

A partir de 1926 se publicó el Anuario Internacional Gutenberg (Gutenberg-Jahrbuch), así como pequeñas ediciones periódicas (Kleine Drucke der Gutenberg-Gesellschaft). En 1927 se separó el museo de la biblioteca, siendo trasladado al bello “Palacio del Emperador del Sacro Imperio Romano Germánico”. Durante la época del nacionalsocialismo y la Segunda Guerra Mundial el museo no progresó, e incluso sufrió reestructuraciones y destrucciones parciales. Tras la guerra, la asociación y el museo comenzaron la renovación de la colección y su reconstrucción. Se trabajó para recuperar contactos con el extranjero y la colaboración internacional. Como parte del 2000 aniversario de la fundación de la ciudad de Maguncia, en 1962 se reabrió el museo reformado. La Sociedad Internacional Gutenberg se trasladó al museo, a las salas restauradas del “Palacio del Emperador”, hoy complementado con un nuevo edificio para exposiciones.

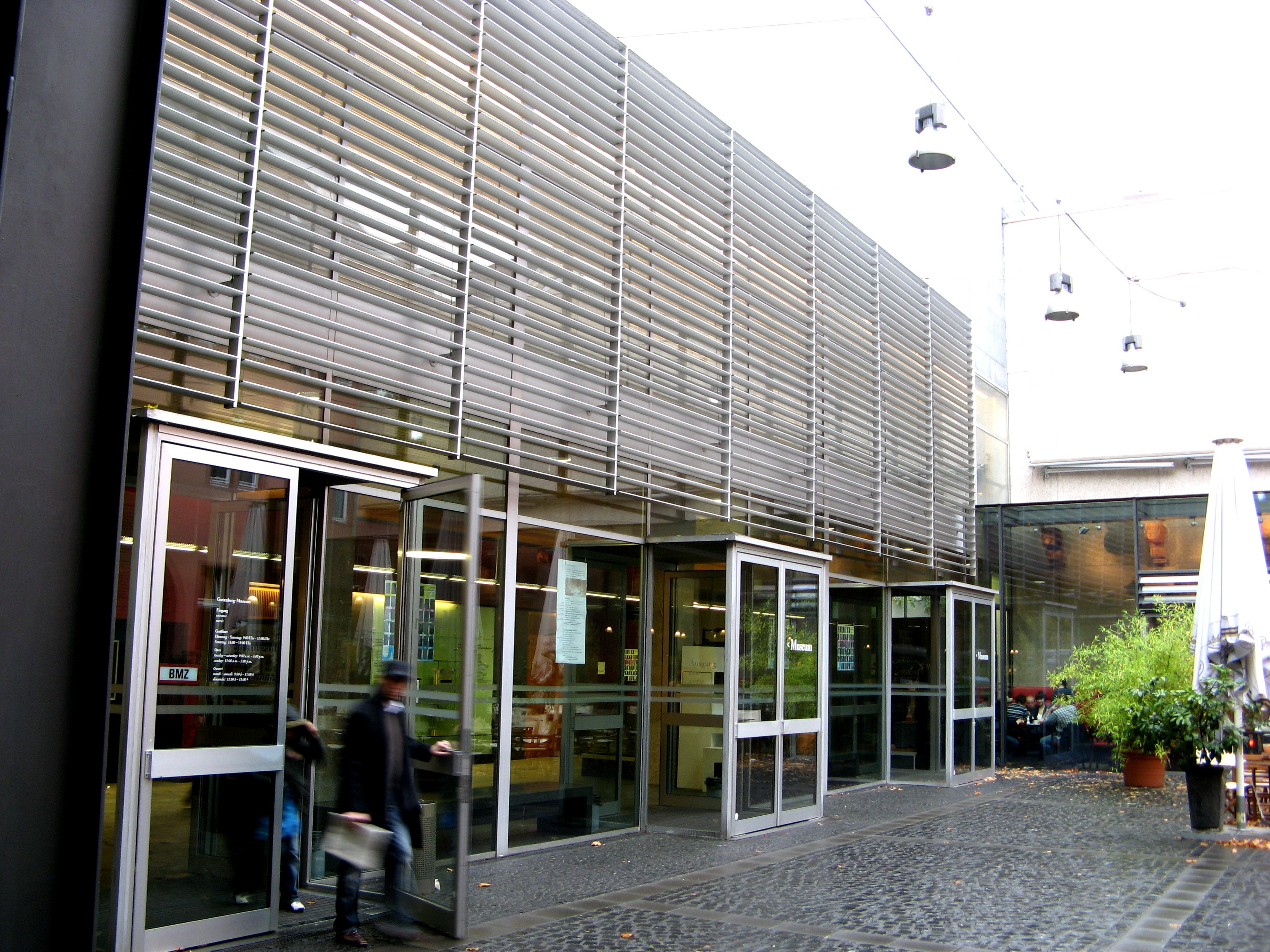
Museo Gutenberg. Maguncia

Desde 1968, la asamblea anual de  Sociedad Internacional Gutenberg es en la noche de san Juan, orientando las celebraciones en honor a Johannes Gutenberg. Ese mismo año se instauró el Premio Gutenberg, que se otorga de forma periódica a un personaje del mundo de la imprenta.
Desde 1988, los estudiantes disfrutan de un descuento de las cuotas de afiliación a la Sociedad Gutenberg, lo que significó un incremento del número de socios más jóvenes. El logotipo actual de la asociación fue realizado por Jost Hochuli en 2005. En 2001, la Sociedad Internacional Gutenberg celebró su 100 aniversario.

## Composición y funcionamiento
La asociación cuenta ahora con más de 1.600 socios de 30 países. El alcalde de Maguncia es siempre el presidente de la Sociedad Internacional Gutenberg. La Junta de Gobierno la incluyen, entre otros, el director del Museo Gutenberg, así como el catedrático de bibliología y el rector de la Universidad Johannes Gutenberg de Maguncia. Un total de siete personas, incluyendo al Presidente Honorario, y hasta 14 personas que pueden ser determinadas por la Junta General. La Junta de Gobierno da el nombramiento de Senador a miembros destacados de la sociedad.

## Objetivos estatutarios
La asociación se dedica a la investigación y la promoción de la imprenta y la industria del libro, la tipografía y otros medios escritos. Los resultados de las investigaciones se publican en el Anuario Gutenberg (Gutenberg-Jahrbuch) y otras publicaciones pertinentes de la asociación (i.e. Kleine Drucke der Gutenberg-Gesellschaft). Además, es objetivo de la asociación apoyar moral y materialmente al Museo Gutenberg. 

## Anuario Gutenberg (Gutenberg-Jahrbuch)
La asociación edita una publicación periódica desde 1926, el Anuario Gutenberg (Gutenberg-Jahrbuch). Cada anuario contiene unos 30 artículos científicos sobre los temas: Johannes Gutenberg, incunabulística (estudio de los incunables), historia del libro en la imprenta, historia del comercio del libro, historia de la edición, historia de las bibliotecas, historia del papel, historia de la escritura, métodos y procesos modernos de impresión, evolución de la tipografía y nuevos medios de comunicación, ilustración del libro, encuadernación, el periodismo y su industria. 

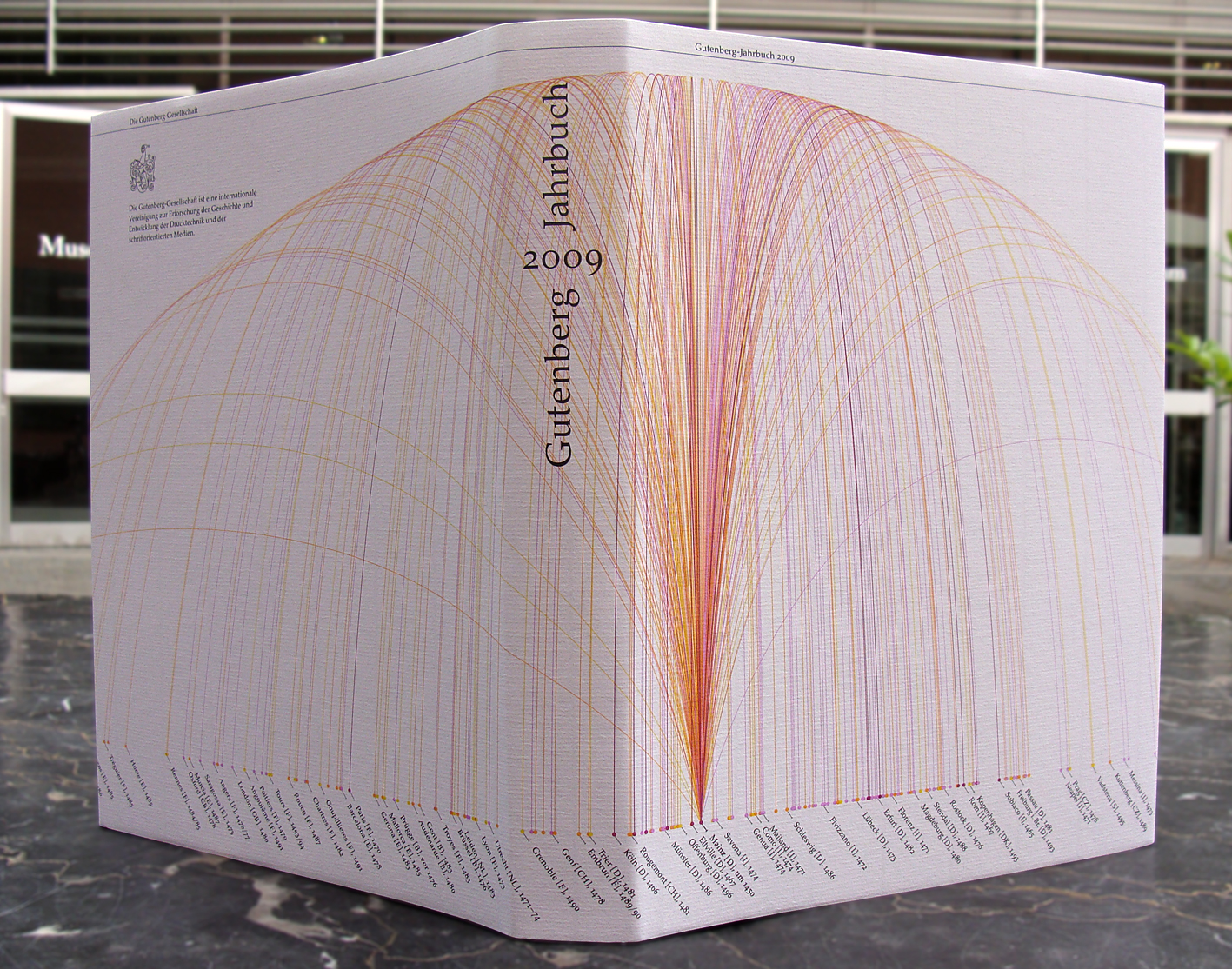
Anuario Gutenberg 2009. Gutenberg-jahrbuch09

Los estudios están escritos en inglés, francés, italiano, español y alemán, de acuerdo con la orientación internacional de la asociación.

## Premio Gutenberg
Desde 1968 la Sociedad Internacional Gutenberg, junto con la ciudad de Maguncia, entregan el Premio Gutenberg a personajes destacados por sus logros artísticos, técnicos y científicos en el campo de la imprenta. El premio fue inicialmente cada tres años, y desde 1994 se alterna anualmente con el Premio Gutenberg de la ciudad de Leipzig. Tiene dotación económica.
Los ganadores han sido:
- 2018 Alberto Manguel, escritor especializado en historia del libro y la lectura.
- 2016 Umberto Eco, semiólogo y novelista.
- 2012 Elizabeth Eisenstein, profesora de Historia e incunabulista.
- 2010 Mahendra Patel, diseñador y tipógrafo.
- 2008 Michael Knoche, director de la Biblioteca Herzogin Anna Amalia.
- 2006 Hubert Lobo, historiador sobre la Iglesia.
- 2004 Robert Darnton, profesor de Ciencia e Historia de la edición.
- 2002 Otto Rohse, tipógrafo y editor de Otto Rohse Press.
- 2000 Joseph M. Jacobson, físico, inventor de la tinta electrónica.
- 1998 Henri-Jean Martin, historiadores del libro.
- 1996 John G. Dreyfus, diseñador y tipógrafo.
- 1994 Paul Brainerd, creador de la autoedición.
- 1992 Ricardo J. Vicent, impresor y editor, fundador del primer Museo Español de la Imprenta.
- 1989 Lotte Hellinga-Querido, investigadora de incunables.
- 1986 Adrian Frutiger, diseñador de tipos y tipógrafo.
- 1983 G. Willem Ovink, profesor de Historia y Estética del arte de la imprenta.
- 1980 Hellmut Lehmann-Haupt, historiador del libro.
- 1977 Rudolf Hell, inventor (Fotosatz o fotocomposición con matrices digitales).
- 1974 Hermann Zapf, calígrafo y diseñador de libros.
- 1971 Henri Friedlaender, diseñador de fuentes y tipógrafo.
- 1968 Giovanni Mardersteig, fundador de la Officina Bodoni.